# آنداسیبه (کاندرهو)
آنداسیبه (به لاتین: Andasibe) یک منطقهٔ مسکونی در ماداگاسکار است که در بتسیبوکا واقع شده‌است. آنداسیبه ۴۸۷ نفر جمعیت دارد.